# يوب لانغ

يوب لانغ ( 25 سبتمبر 1954 - 17 يوليو 2014) كان باحثًا إكلينيكيًا هولنديًا متخصصًا في علاج فيروس العوز المناعي البشري. شغل منصب رئيس الجمعية الدولية لمكافحة الإيدز من عام 2002 إلى عام 2004. وكان أحد الركاب على متن رحلة الخطوط الجوية الماليزية رقم 17، والتي تم إسقاطها في 17 يوليو 2014 فوق أوكرانيا.